# レナード・ミッチェル
レナード・ミッチェル（Leonard Mitchell 1958年10月12日- ）はテキサス州ヒューストン出身のアメリカンフットボール選手。ポジションはディフェンシブエンド、オフェンシブタックル。

## 経歴
ヒューストン大学で1977年から1980年まで4シーズンプレーした。ヒューストン大学歴代最多の22サック、10ファンブルフォースを記録、1977年には8サック、1980年にはオールアメリカンに選ばれた。
1981年のNFLドラフト1巡全体27位でフィラデルフィア・イーグルスに指名された。イーグルスのヘッドコーチ、ディック・ヴァーミールは彼を全米で7番目に優れたプロスペクトであると評価、ベテランDEのクロード・ハンフリーの後継者として期待された。1981年のドラフトでは彼の後に指名されたマイク・シングレタリー、ハウィー・ロング、リッキー・ジャクソン、ラス・グリムがプロフットボール殿堂入りを果たしておりイーグルスのドラフトでのバスト（期待外れ）の1人とされている。
1984年にオフェンシブタックルにコンバートされて右タックルとして1986年まで3シーズン先発出場したがその間チームは19勝しかあげることができず219QBサックを浴びた。
1987年はアトランタ・ファルコンズでプレーした。